# Aeropuerto Internacional de Volos - Nea Anchialos
El Aeropuerto Internacional de Volos - Nea Anchialos, también puede encontrarse como Aeropuerto de Grecia Central de Volos o Aeropuerto Volos Nea Anchialos de Grecia Central  (En griego: Κρατικός Αερολιμένας Νέας Αγχιάλου) (IATA: VOL, ICAO: LGBL) es el aeropuerto que opera para la ciudad de Volos y la Prefectura de Magnesia en general. También sirve de aeropuerto intermedio para vuelos desde Londres hasta Scíathos.
El aeropuerto comenzó a operar en febrero de 1991 y es el único aeropuerto civil que opera para Volos, Lamía, Larisa, Tríkala y Karditsa. Este está ubicado entre los pueblos de Nea Anchialos, el cual da nombre al aeropuerto; Almiros; Velestino y Farsala, a unos 26 kilómetros (14 millas) al este del centro de Volos.

## Aerolíneas y destinos
| Aerolíneas        | Destinos                                       |
| ----------------- | ---------------------------------------------- |
| Austrian Airlines | Estacional: Viena                              |
| Condor Flugdienst | Estacional: Múnich (inicia 21 de mayo de 2024) |
| Eurowings         | Estacional: Düsseldorf                         |
| Sky Express       | Estacional: Heraclión                          |

## El aeropuerto
El aeropuerto está situado a 25 m s. n. m. (83 pies). Cuenta con una pista (08/26) de asfalto con unas medidas de 2.759 metros de ancho por 45 de largo (9.052 por 148 pies).

### Segunda terminal
En 2009 se terminó de construir la segunda terminal del aeropuerto, de 9.000m² y con la que se cree que contribuirá al crecimiento del aeropuerto. De momento ha tenido cierto éxito. Además quiere construirse una estación de tren cercana al aeropuerto, del cual se espera que esté finalizada para 2013.
La nueva terminal cuenta con dos plantas: En la primera planta están las salas de espera además de 10 salidas y entradas; y en la segunda están situados los restaurantes y tiendas Duty Free (Libres de impuestos). Contando el área que la rodea, la terminal cuenta con un total de 24.000m².

### Acceso al aeropuerto
Hay una línea regular de autobuses que conectan el aeropuerto con Volos. Estos esperan a los pasajeros después de cada aterrizaje, aunque el movimiento al alojamiento de los pasajeros de los vuelos chárter es responsabilidad de la agencia de viajes en la cual han hecho su reserva. El viaje cuesta 5€. El aeropuerto es fácilmente accesible desde la E75. El coste del párking es de 8€ por día o bien 47€ por semana.